# Julie Laurberg
Julie Laurberg, née à Grenå le 7 septembre 1856 et morte à Ordrup le 29 juin 1925, est une photographe danoise.

## Biographie
Julie Laurberg est la fille du procureur et administrateur de biens Peter Adam Severin Laurberg (1819-1859) et de son épouse Johanne Jørgine Schou (1824-1907). Elle fait son apprentissage auprès du portraitiste et photographe danois Leopold Hartmann (de), puis perfectionne sa formation photographique à Paris et en Italie. En 1895, elle fonde son propre atelier dans le centre-ville de Copenhague, à Kongens Nytorv, dans le Magasin du Nord. Bien que Julie Laurberg se soit largement tenue à l'écart de la scène artistique photographique internationale, elle a remporté une médaille d'argent dans la branche photographie à l'exposition universelle de Paris en 1900.

En 1895, elle ouvre son propre studio dans le nouveau bâtiment Magasin du Nord au centre de Copenhague où elle travaille avec son ancienne élève Franziska Gad (de). À partir de 1907, lorsque Gad devient partenaire officiel de son entreprise, le studio devient largement reconnu, attirant des personnalités aisées pour se faire photographier. L'un de ses portraits les plus remarquables est celui de la chanteuse d'opéra Margrethe Lendrop (en) qui a été largement publié sous forme de carte postale gravée.
Les photographies d'architecture de Julie Laurberg sont appréciées, en particulier celles de la nouvelle cour des marchandises et de la halle du bâtiment de l'hôtel de ville . Entre 1908 et 1910, elle a pris des photographies du palais Christian IX à Amalienborg, dont beaucoup ont été conservées sous forme de grands tirages. 
Laurberg est active dans le domaine des droits des femmes. Elle est membre de la Société des femmes danoises (Dansk Kvindesamfund ) et, en 1920, membre fondatrice de l'Association des logements pour femmes (Kvindernes Boligselskab). Elle soutient le rôle des femmes dans la photographie qui devenait une profession populaire pour les femmes à l'époque. Les personnes travaillant dans sa grande entreprise photographique étaient presque toutes des femmes.
Julie Laurberg décède le 29 juin 1925 et est inhumée au cimetière Assistens à Copenhague.

## Galerie

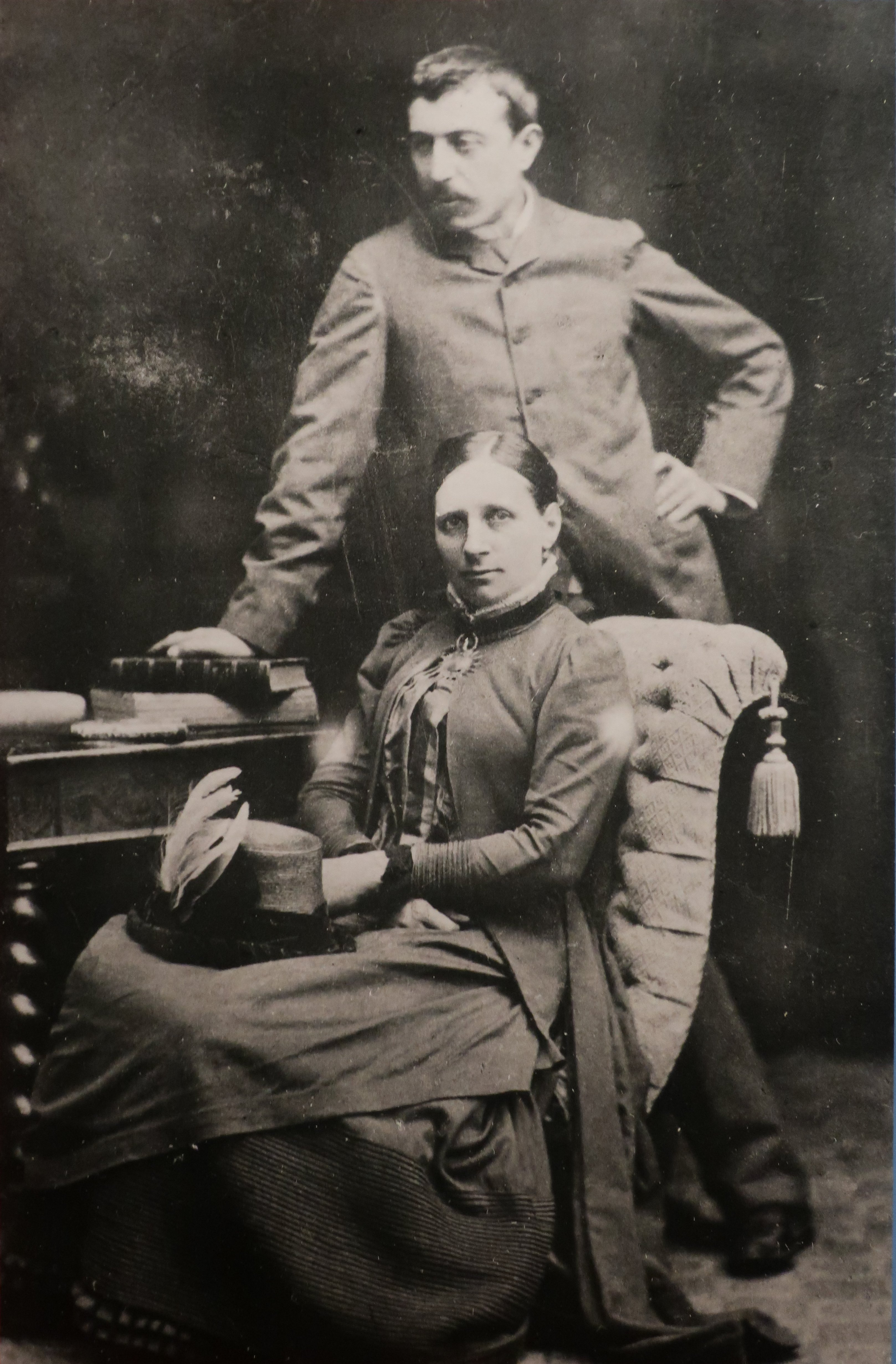
Paul Gauguin et son épouse Mette Sophie Gad à Copenhague, 1885.
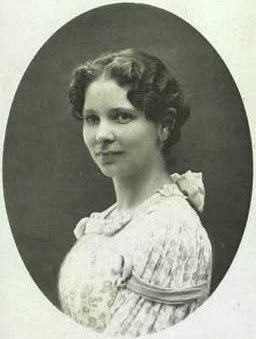
La peintre danoise Brita Barnekow (de), 1900.
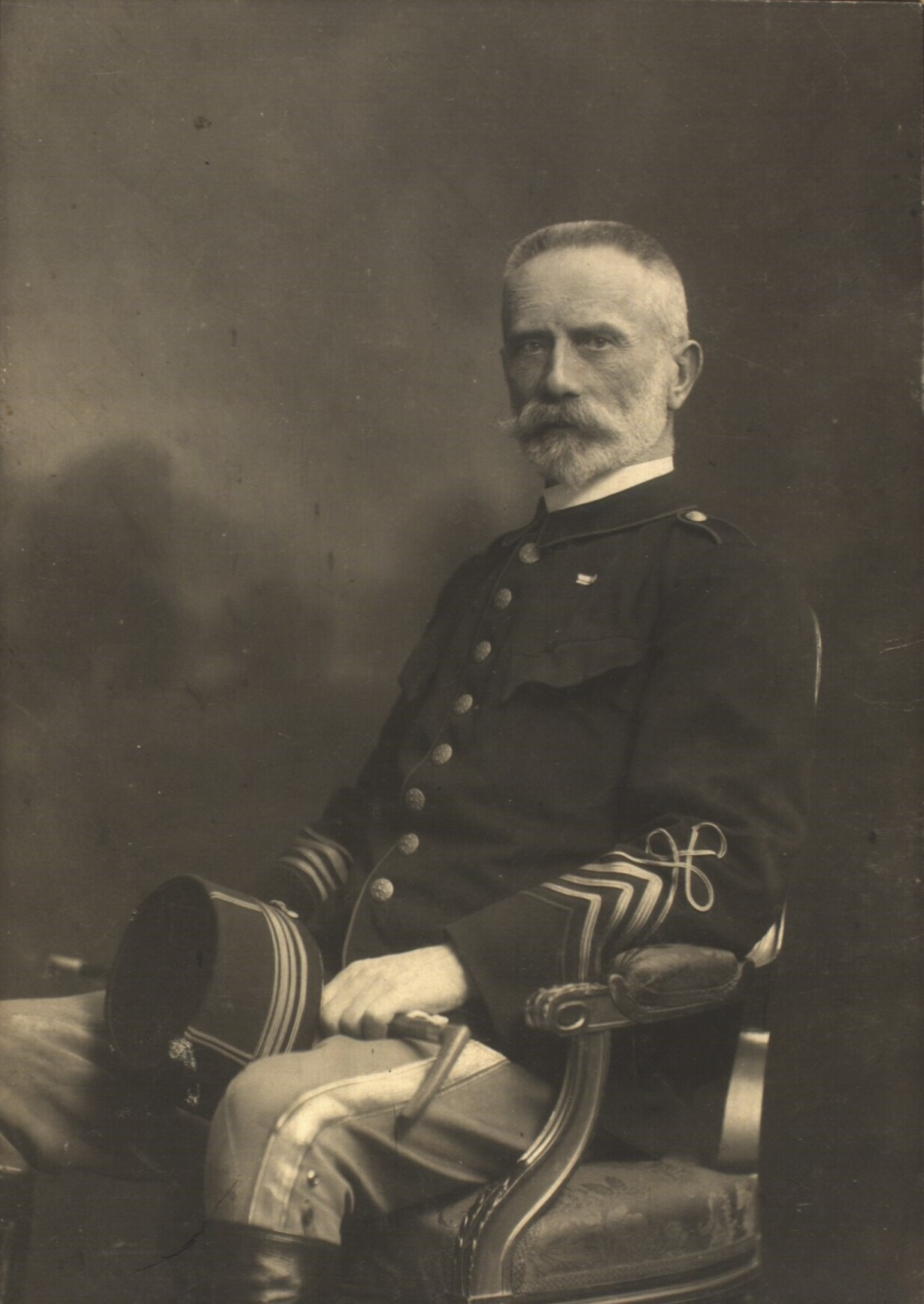
Le général danois Carl Adolph Schroll, 1900-1910.
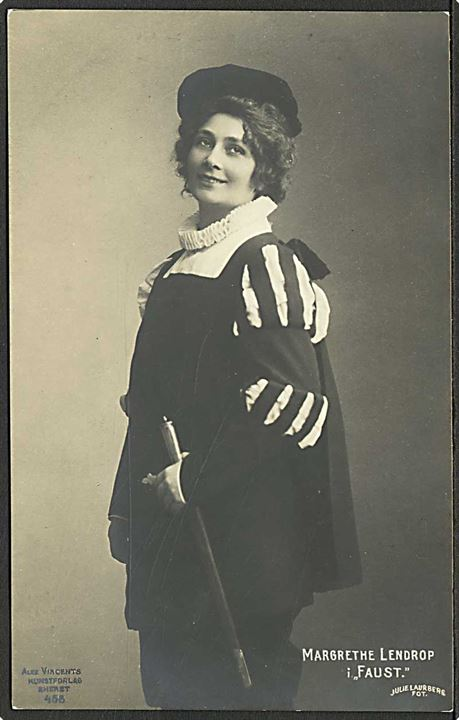
La cantatrice danoise Margarethe Lendrop dans Faust.
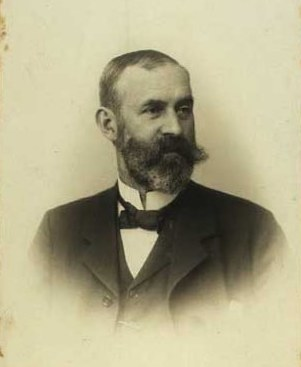
L'industriel et homme d'afffaires danois Theodor Wessel (en).